# 中国人民解放军空降兵第四十四师
空降兵第四十四师（英語：44th Airborne Division），是一个曾经存在的中国人民解放军空降兵师，2017年被拆分。

## 历史概述
该师前身为1946年底成立的太行军区独立第二旅，其130团前身为1938年4月组建的八路军晋豫边游击支队、八路军第2纵队新编第1旅2团，曾与新编第1旅1团（344旅688团改编）对调编入1个红军营。后历经数次改革为第十五军第四十四师。1961年跟随第十五军转隶空军，改编为空降兵师。2017年被拆分，下属第一三〇、一三一团扩编为空降旅。

## 沿革[1]
- 太行军区独立第二旅——（1946年底-1947年4月）
- 中原野战军第九纵队第二十六旅——（1947年4月-1949年2月）
- 中国人民解放军第十五军第四十四师——（1949年2月-1961年3月14日）[註 1]
- 空降兵第十五军第四十四师——（1961年3月14日-1985年10月）
- 空降兵第十五军第四十四旅——（1985年10月-1992年6月）
- 空降兵第十五军第四十四师——（1992年6月-2017年2月）

## 编制
在2017年被拆分前，空降兵第四十四师下辖：
- 空降兵第一三〇团
- 空降兵第一三一团
- 应山场站（正团级）